# أنسكستين
أنسكستين (بالإنجليزية: Ansoxetine)‏ هو دواء مضاد للاكتئاب ومنشط لوظائف لدماغ يُباع في في اليابان وكوريا الجنوبية بواسطة شركة يامنوتشي للتصنيعات الدوائية لعلاج الأعراض النفسية المرتبطة بأمراض الأوعية الدماغية، والاكتئاب الناتج من السكتة الدماغية، والاضطرابات العاطفية، وانعدام الإرادة.